# Colibrí d'Arica
El colibrí d'Arica (Eulidia yarrellii) és una espècie d'ocell de la subfamília dels troquilins (Trochilinae) dins la família dels troquílids (Trochilidae) i única espècie del gènere Eulidia (Mulsant, 1877).

## Descripció
- Colibrí que mesura 7 - 9 cm de llarg amb un pes de 2 - 3 grams. Bec negre.
- Mascle amb cap i parts superiors verd oliva. Gola roig porpra. Parts inferiors blanquinoses. Plomes centrals de la cua verd oliva i externes brunes.
- Femella amb la gola negrosa.

## Hàbitat i distribució
Viu als matolls i jardins d'una petita zona entre el sud del Perú i el nord de Xile.